# Benedetto Tudino
Benedetto Tudino (Sant'Andrea del Garigliano, 25 febbraio 1950) è uno scrittore italiano.

## Biografia
Giovanna Koch ha scritto: "Benedetto è ed è stato molte cose: un ragazzino di Sant’Andrea del Garigliano, figlio di un maestro di scuola, un giocatore di calcio, uno studente di architettura, uno scrittore di versi, un poeta, un autore di teatro, un mimo, un produttore di spettacoli nelle sale e itineranti, un creatore di eventi, un provocatore dell’immaginario, uno scrittore di testi in prosa, un narratore, un docente di teatro nelle scuole medie e nei licei, il responsabile di molti laboratori teatrali per bambini, ragazzi e adulti, l’ideatore del Borgo Festival di Fiano, un bambino, un figlio, un fratello, un marito, un padre e un nonno, uno zio di molti nipoti che si è preoccupato di intrattenere con scherzi e giochi in tutte le ricorrenze familiari, un amico, una spalla, un punto di riferimento per tutti i suoi allievi e i numerosi follower dei suoi pensierini del sabato su Facebook. Benedetto ha scritto parecchi libri, moltissimi in versi, soprattutto filastrocche e filastorie. Poi, ha deciso di raccontare la storia di come questi libri dentro di lui erano nati e cresciuti, di quello che contenevano, di quello che sentivano, dell’effetto che sul lettore volevano ottenere, della storia che avevano affrontato. Così ha preso vita la trilogia del VENTO TRA I PENSIERI, scritta sia in versi che in prosa". 
Specializzato in filastrocche e letteratura per bambini, ha pubblicato numerosi testi per case editrici italiane e ha collaborato strettamente con l'UNICEF per progetti educativi e di divulgazione dei diritti fondamentali. Tra le sue collaborazioni più importanti l'esperienza attoriale in teatro con Dario Fo e il sodalizio con Gianni Rodari.
Benedetto Tudino nasce a Sant’Andrea sul Garigliano, in provincia di Frosinone nel febbraio 1950. Si trasferisce a Roma nel 1968 per frequentare l’università. Qui viene in contatto con il mondo del teatro e della ricerca, incontra Rodari e collabora con lui in una rubrica di satira per il giornale “Paese Sera” .
Nel 1970 fonda Giocoteatro, Compagnia di Teatro per che ha segnato la storia del teatro per l'infanzia e che ha avuto tra i suoi promotori Pier Paolo Pasolini e Corrado Antiochia, ed è lì che comincia la sua attività di scrittore, con la maggior parte dei testi che la Compagnia rappresenta.
È tra i primi animatori teatrali a entrare a pieno diritto nelle scuole pubbliche negli anni 1973-1978. La scrittura per ragazzi, siano esse favole, filastrocche, copioni o brevi racconti, rappresenta per Benedetto Tudino la chiave di relazione elettiva col mondo infantile e vi ricorre spesso e volentieri nel corso della sua carriera artistica.
È tra i fondatori della Compagnia Clown Selvaggio nel 1977 e dell’Associazione Rinoceronte Incatenato nel 1989, per conto della quale svolge le sue mansioni di regista e direttore artistico, progettando e realizzando numerosi interventi di formazione nelle scuole, sia rivolti agli insegnanti che ai ragazzi.
Vive dal 1990 a Fiano Romano, in provincia di Roma, dove da anni organizza il Borgofestival, una kermesse itinerante di arti performative e cultura che si svolge nelle strade del borgo antico del paese e all'interno del Castello ducale Orsini.
Benedetto Tudino ritiene che la chiave di relazione elettiva per raccontare il mondo infantile sia rappresentata dalle favole: con i suoi libri, illustrati sempre da grandi illustratori, tra i tanti Lorenzo Terranera, Fabio Magnasciutti, Marianna Verì, e Lorenzo de Luca, vuole dar voce ad un tema troppo spesso dimenticato le difficoltà vissute dai bambini nel rapporto con gli adulti.
Quasi tutti i suoi libri nascono da un percorsi di formazione sulla scrittura creativa e raccontano quei momenti di dolcezza che si creano quando i piccoli riescono a trovare uno spiraglio di luce per non essere sommersi dalla voglia di crescere velocemente.

## Opere
- 1979, Insegnare Teatro, Ed. Adisu Università la Sapienza di Roma.
- 1987 Omaggio a Pulcinella AA.VV. (Caserta Palazzo reale) Ministero dei beni culturali.
- 1988 La commedia dell'arte tra storia e leggenda. Provincia di Roma e Min Pubblica Istruzione.
- 1989, Il fauno fu Arlecchino, ed Adisu Università la Sapienza di Roma.
- 1991, Immaginare teatro, ed Adisu Università la Sapienza di Roma.
- 1992, Uomini, mostri e meraviglie, ed Adisu Università la Sapienza di Roma.
- 1993, Storie della nostra storia, ed Adisu Università la Sapienza di Roma.
- 1994, La memoria del mondo, ed Adisu Università la Sapienza di Roma.
- 1995, Filastorie e cose così, di B. Tudino; illustrazioni di L. Terranera; Ed. Omicron.
- 1996, La storia delle nostre storie, ed Adisu Università la Sapienza di Roma.
- 1997, Foglioaquadretti, il libro che non c'è Ed. Omicron.
- 1998, Analisi, illustrazioni di L. Terranera; edizioni Lapis.
- 1999, Mestieri, illustrazioni di L. Terranera; edizioni Lapis.
- 2000, Kobolduno, B. Tudino e G. Koch; illustrazioni di L. Terranera; edizioni Lapis.
- 2001, Il diario del signor Rossi, B. Tudino e G. Koch; ill. di L. Terranera; edizioni Lapis.
- 2002, La storia di tutte le storie, illustrazioni di L. Terranera; edizioni Lapis.
- 2003, Opera prima, ed Regione Lazio.
- 2004, Pinocchio nel paese dei diritti UNICEF Italia.
- 2005, Dove sei piccolo Principe, UNICEF Italia.
- 2006, L'isola dei Diritti, UNICEF Italia.
- 2007, Pinocchio illustrato, ed. MUP Parma.
- 2008, Momo non ho tempo, UNICEF Italia.
- 2009, Liberi di evadere, ill. Marianna Verì; ed Ministero della Giustizia.
- 2010, Caterina la befana, illustrazioni di L. Terranera;ed Wuert Italia.
- 2011, Io rispetto, ill. Marianna Verì; Autorità Garante per l'Infanzia e l'adolescenza e UNICEF Italia.
- 2012, Cavalcare l'arcobaleno, ill. Lorenzo De Luca; ed Min. della Giustizia.
- 2013, Storie in fila di cose così strenna a cura del Comune di Bologna UNICEF.
- 2014, Diritti a Pinocchio a cura del Comune di Bologna.
- 2016, In equilibrio su un raggio del sole ill. da Lorenzo de Luca ed Unicef.
- 2017 Parole sulla tela canovacci filastrocca per l'UNICEF di Padova.
- 2017 La città che fa meraviglia edizioni UNICEF Padova
- 2018 Momo non ho tempo un calendario dei diritti con l'UNICEF di Padova.
- 2019 Pinocchio nel paese dei diritti un calendario dei diritti con l'UNICEF di Padova.
- 2019 Parole tra le mani filastrocche su canovacci da cucina a cura di UNICEF Padova.
- 2020 Cantata a più voci per un pezzo di legno Argentovivo edizioni.
- 2020 le parole al tempo del Coronavirus Argentovivo edizioni.
- 2020 Il cielo è di tutti, la terra è di tutti. Gianni Rodari, l'educazione e i diritti dell'infanzia Università di Padova AA.VV. ETS ed.
- 2021 Venti distopici AA.VV. Argentovivo edizioni.
- 2021 Il vento tra i pensieri volume primo: "A cena dalla stella Polare". Argentovivo edizioni.
- 2021 Prefazione al romanzo "Le stagioni della solitudine" di Bruno Galasso
- 2022 Biografie in gioco. di Mirca Benetton l diritto a un'educazione ludica Università di Padova (Postfazione) ed pensa multimedia
- 2022 Il vento tra i pensieri volume secondo: "Gianni Pensapiacciaono". Argentovivo edizioni.
- 2022 prefazioni alla raccolta di racconti di Daniela Magro: "Parole che non bastano"
- 2023 Il vento tra i pensieri volume terzo. "L'isola delle storie" . Argentovivo edizioni.
- 2023 Prefazione a "Storie di una tartaruga che voleva diventare un salice piangente" di Irene di Lelio